# Натюрморт (конфігурація клітинного автомата)
Натюрморт — клас конфігурацій у «Житті» — створеного Конвеєм моделі клітинного автомата.

## Опис
Натюрморти — конфігурації «Життя» або іншого клітинного автомата, які не змінюються в процесі еволюції. Іншими словами, натюрморт є осцилятором періоду 1.

## Термінологія: натюрморти і псевдонатюрморти
Існує декілька близьких за змістом термінів, що означають конфігурації, які не змінюються в процесі еволюції (конфігурації, що є власними батьками). Відмінності між ними пов'язані з відповіддю на наступні питання:
1. Чи вважається натюрмортом конфігурація, що складається з двох незалежних натюрмортів (наприклад, двох блоків на досить великій відстані один від одного)?[5]
2. Чи вважається натюрмортом конфігурація, яка складається з двох частин, будь-яку з яких можна видалити так, що друга частина залишиться батьком собі?

В існуючих словниках і онлайн-енциклопедіях наводяться наступні визначення:
- Стійкий зразок (англ. stable pattern) — об'єкт, який є власним батьком[2][3];
- Натюрморт (англ. still life, strict still life) — стійкий об'єкт, що є кінцевим і непорожнім, який не може бути розділений на дві стійкі частини[9][10][8];
- Псевдонатюрморт (англ. pseudo still life) — стійкий об'єкт, що не є натюрмортом, в якому присутня хоч би одна мертва клітина, що має більше трьох сусідів всього, але менше трьох сусідів у кожному із складових об'єкт-натюрмортів[11][12][8].

Точне визначення «стійкості» представляє інтерес в контексті перерахування натюрмортів: наприклад, згідно з приведеними визначеннями, кількість стійких конфігурацій розміру 8 (тобто таких, що складаються з 8 живих клітин) в «Житті» нескінченно, оскільки пара блоків на будь-якій відстані один від одного є стійким; проте, кількість натюрмортів обмеженого розміру вважається кінцевою.
|  | Псевдонатюрморт у «Житті». Віддаленість одного з островів не впливає на стабільність другого острова. |
|  | «Строгий» натюрморт. Стабільність кожного з островів залежить від наявності другого острова.          |

Відоме число натюрмортів і псевдонатюрмортів розміру не вище 24 клітин.
Задача визначення типу стійкості конфігурації (натюрморт, псевдонатюрморт) вирішується за поліноміальний час шляхом пошуку циклів у зв'язаному кососиметричному графі.

## Натюрморти у «Житті»
У «Житті» існує множина природних натюрмортів.

### Прості приклади

#### Блок
Найпоширеніший натюрморт — блок — конфігурація у формі квадрата 2 × 2. Два блоки, розміщені в прямокутнику 2 × 5, утворюють бі-блок — простий псевдонатюрморт. Блоки використовують як складові частини у безлічі складних пристроїв, наприклад, у планерній гарматі Госпера.
|  |  |

#### Вулик
Другий за поширенням натюрморт — вулик (англ. hive, beehive). Вулики часто виникають четвірками в конфігурації, що називається пасікою (англ. honey farm).
|  |  |

#### Коровай
Третій за поширеністю натюрморт — коровай (англ. loaf). Короваї нерідко з'являються парами (англ. bi-loaf). У свою чергу, подвійні короваї також з'являються в парах, званих пекарнями (англ. bakery).
|  |  |  |

#### Ящики, баржі, човни, кораблі
Ящик (англ. tub) складається з чотирьох живих клітин в околі фон Неймана центральної мертвої клітини. Додання однієї живої клітини по діагоналі до центральної клітини перетворює ящик на човен (англ. boat), а додання симетрично ще однієї клітини — на корабель (англ. ship). Природне подовження цих трьох конфігурацій дає баржу (англ. barge), довгий човен (англ. long-boat) і довгий корабель (англ. long-ship) відповідно. Подовження можна повторювати як завгодно багато разів.
|  |
|  |
|  |

З двох човнів можна скласти ще один натюрморт — човниковий бант (англ. boat tie), а з двох кораблів — корабельний бант (англ. ship tie).
|  |  |

#### Інші натюрморти
|       |
| Каное |

|            |
| Авіаносець |

|                |
| Знак інтегралу |

|                |
| Манго / Сигара |

|        |
| Ставок |

|      |
| Змія |

### Пожирачі і відбивачі
Натюрморти можливо використати для модифікації або руйнування інших об'єктів. Пожирач (англ. eater) здатний знищити космічний корабель і відновитися після реакції. Відбивач (англ. reflector) замість знищення космічного корабля змінює його курс.
Відбивачі і пожирачі не обов'язково повинні бути натюрмортами.
|                              |
| Риболовний гачок / пожирач-1 |

|           |
| Пожирач-2 |

### Максимальна щільність
Задача розміщення в області n × n натюрморта з максимальним числом клітин привертала до себе увагу програмістів як задача програмування в обмеженнях.
При спрямуванні розміру області до нескінченності, живими можуть бути не більше 50 % клітин.
На обмежених квадратних областях можливо досягти більших щільностей. Так, максимальна щільність натюрморту в квадраті 8 × 8 дорівнює 36/64 = 0.5625 — цю щільність забезпечує зразок, що складається з дев'яти блоків Для квадратів до 20 × 20 відомі оптимальні розв'язки.
|       |
| 19x19 |

|       |
| 20x20 |

## Число натюрмортів
Число натюрмортів і псевдонатюрмортів у «Житті» відомо до розміру 24 клітини.
| Число живих клітин | Число натюрмортів | Приклади                                 |
| ------------------ | ----------------- | ---------------------------------------- |
| 1                  | 0                 |                                          |
| 2                  | 0                 |                                          |
| 3                  | 0                 |                                          |
| 4                  | 2                 | блок, ящик                               |
| 5                  | 1                 | човен                                    |
| 6                  | 5                 | баржа, авіаносець, вулик, корабель, змія |
| 7                  | 4                 | риболовний гачок, коровай, довгий човен  |
| 8                  | 9                 | каное, манго, довга баржа, ставок        |
| 9                  | 10                | знак інтеграла                           |
| 10                 | 25                | човниковий бант                          |
| 11                 | 46                |                                          |
| 12                 | 121               | корабельний бант                         |
| 13                 | 240               |                                          |
| 14                 | 619               | подвійний коровай                        |
| 15                 | 1353              |                                          |
| 16                 | 3286              |                                          |
| 17                 | 7773              |                                          |
| 18                 | 19044             |                                          |
| 19                 | 45759             | пожирач-2                                |
| 20                 | 112243            |                                          |
| 21                 | 273188            |                                          |
| 22                 | 672172            |                                          |
| 23                 | 1646147           |                                          |
| 24                 | 4051711           |                                          |

## Ресурси Інтернету
- Николай Белюченко. Словарь Жизни. Архів оригіналу за 10 жовтня 2012. Процитовано 4 серпня 2017.
- Stephen A. Silver. Life Lexicon. Архів оригіналу за 26 травня 2013. Процитовано 4 серпня 2017.